# 2020 Ukko
A 2020 Ukko (ideiglenes jelöléssel 1936 FR) a Naprendszer kisbolygóövében található aszteroida. Yrjö Väisälä fedezte fel 1936. március 18-án.